# Росс, Алекс (музыкальный критик)
А́лекс Росс (Alex Ross; род. 1968) — американский музыкальный критик. С 1996 года постоянный обозреватель еженедельника The New Yorker.

## Биография
В 1986 году Росс окончил Школу святого Альбана в Вашингтоне и в 1990 году стал выпускником Гарвардского университета, где он был учеником композитора Питера Либерсона и работал ведущим на колледжской радиостанции WHRB, отвечая за классическую музыку и андеграундный рок. Он получил степень бакалавра искусств с высшим отличием за диссертацию по Джеймсу Джойсу.
С 1992 по 1996 год Росс работал музыкальным критиком в The New York Times. Он также публиковался в The New Republic, Slate, London Review of Books, Lingua Franca, Fanfare и Feed. Впервые он написал для The New Yorker в 1993 году и стал постоянным автором в 1996-м.
В 2007 году издательство Farrar, Straus and Giroux выпустило его первую книгу The Rest Is Noise: Listening to the Twentieth Century («Дальше — шум. Слушая XX век»), посвящённую истории музыкальной культуры начиная с 1900 года. В США она собрала хвалебные отзывы, войдя в десятку лучших книг 2007 года по версии New York Times, получила премию Национального круга книжных критиков и номинации на Пулитцеровскую премию и Приз имени Сэмюэла Джонсона. Три года спустя в том же издательстве вышла вторая книга Росса Listen to This («Послушайте»).
Росс был отмечен Стипендией Мак-Артура, трижды награждался Премией имени Димса Тейлора от Американского общества композиторов, авторов и издателей за публикации, посвящённые музыке, а также получил приз Холцбринка от Американской академии в Берлине.
В 2005 году Алекс Росс и режиссёр Джонатан Лисеки (Jonathan Lisecki) заключили брак в Канаде.